# Davids Weinrebe
Davids Weinrebe oder Davids Rebe (Vitis davidii) ist ein kletternder Strauch mit schwarzen oder purpurfarbenen  Früchten aus der Familie der Weinrebengewächse (Vitaceae). Das natürliche Verbreitungsgebiet der Art liegt in China. Die Art wird selten kultiviert.

## Beschreibung
Davids Weinrebe ist ein bis 15 Meter hoch kletternder Strauch mit stielrunden, kahlen und drüsenspitzigen Stacheln besetzten Trieben. Junge Triebe sind längsgefurcht. Die Ranken sind verzweigt. Die Nebenblätter sind grünlich braun, 2 bis 3 Millimeter lang und 1 bis 2 Millimeter breit, eiförmig-lanzettlich, kahl und fallen früh ab. Die Laubblätter haben einen drüsig borstigen Stiel. Die Blattspreite ist einfach, 5 bis 12 Zentimeter lang und 4 bis 16 Zentimeter breit, breit eiförmig, ungeteilt oder schwach dreilappig, mit spitzer bis stachelspitziger Blattspitze und tief herzförmiger Blattbasis. Der Blattrand hat auf beiden Seiten zwölf bis 33 scharfe und spitze oder stachelspitzige Zähne. Es werden fünf basale und vier bis fünf Paare lateraler Blattadern gebildet. Die Blattoberseite ist glänzend dunkelgrün und kahl, die Unterseite ist bläulich bis graugrün und bis auf die drüsig-borstigen Blattadern beinahe kahl. Die Herbstfärbung ist leuchtend karminrot.
Die Blüten wachsen in 7 bis 24 Zentimeter langen Rispen mit gut ausgebildeten basalen Zweigen. Die Blütenstandsachse hat Durchmesser von 1 bis 2,5 Zentimeter und ist kahl. Die Blütenstiele sind 1 bis 2 Millimeter lang und kahl. Die Knospen sind 1,2 bis 1,5 Millimeter lang und haben eine abgerundete Spitze. Die Kelchblätter sind klein. Die Staubfäden sind fadenartig, die Staubbeutel gelb, elliptisch und 0,6 bis 0,7 Millimeter lang. Der Fruchtknoten ist konisch, der Griffel kurz, die Narbe ausgebreitet. Als Früchte werden schwarze, rundliche Beeren mit Durchmessern von 1,2 bis 2,5 Zentimetern gebildet. Die Samen sind verkehrt-eiförmig-elliptisch mit gerundeter und stumpfer Spitze. Davids Weinrebe blüht von April bis Juni, die Früchte reifen von Juli bis Oktober.

## Vorkommen und Standortansprüche
Das natürliche Verbreitungsgebiet liegt in China in den Provinzen Anhui, Fujian, Gansu, Guangdong, Guangxi, Guizhou, Hubei, Hunan, Jiangsu, Jiangxi, Shaanxi, Sichuan, Yunnan und Zhejiang. Davids Weinrebe wächst in Wäldern, im Buschland, auf Hügeln und in Tälern in Höhen von 500 bis 2300 Metern, auf mäßig trockenen bis frischen, sauren bis neutralen, sandigen bis sandig-humosen, mäßig nährstoffreichen Böden an sonnigen Standorten. Die Art ist wärmeliebend und meist frosthart. Sie wird der Winterhärtezone 7a zugeordnet mit mittleren jährlichen Minimaltemperaturen von −17,7 bis −15,0 °C (0 bis 5 °F).

## Systematik
Davids Weinrebe (Vitis davidii) ist eine Art aus der Gattung der Weinreben (Vitis), wo sie der Untergattung Vitis zugeordnet wird. Die Gattung wird in der Familie der Weinrebengewächse (Vitaceae) der Unterfamilie Vitoideae zugerechnet. Die Art wurde 1833 von Frédéric Romanet du Caillaud als Spinovitis davidii (Basionym) erstmals wissenschaftlich beschrieben. Gustave Louis Émile Foëx stellte die Art 1886 als Vitis davidii in die Gattung der Weinreben. Der Gattungsname Spinovitis gilt heute als Synonym für Vitis. Der Gattungsname Vitis stammt aus dem Lateinischen und wird für die „Weinrebe“ als auch die „Ranke“ verwendet.
Es werden zumindest drei Varietäten unterschieden:
- Vitis davidii var. ferruginea Merrill & Chun mit rötlich braun behaarter Blattunterseite. Die Varietät blüht von April bis Juli. Das Verbreitungsgebiet liegt in den Provinzen Fujian, Guangdong, Hubei und Jiangx  in Buschwäldern und auf Hügeln in 500 bis 1200 Metern Höhe.[8]
- Vitis davidii var. davidii mit stacheligen Zweigen, kahler Blattunterseite und purpurfarbenen reifen Beeren. Die Varietät blüht von April bis Juni, die Früchte reifen von Juli bis Oktober. Das Verbreitungsgebiet liegt in den Provinzen Anhui, Chongqing, Fujian, Gansu, Guangdong, Guangxi, Guizhou, Hubei, Hunan, Jiangsu, Jiangxi, Shaanxi, Sichuan, Yunnan und Zhejiang in Buschwäldern, auf Hügeln und in Tälern in 600 bis 1800 Metern Höhe.[9]
- Vitis davidii var. cyanocarpa (Gagnepain) Sargent mit höckrigen älteren Ästen und nicht oder kaum stacheligen jungen Zweigen, kahler Blattunterseite und blauschwarzen reifen Beeren. Die Varietät blüht von April bis Mai, die Früchte reifen von August bis September. Das Verbreitungsgebiet liegt in den Provinzen Anhui, Hubei und Yunnan in Wäldern und Buschland in 600 bis 2300 Metern Höhe.[10]

Eine weitere Varietät Vitis davidii var. hispida X.D.Wang & S.C.Chen wurde 1999 beschrieben.

## Verwendung
Davids Weinrebe wird aufgrund der bemerkenswerten Herbstfärbung und der eindrucksvollen Früchte manchmal als Zierstrauch verwendet.